# Högsjön (Breareds socken, Halland)
Högsjön är en sjö i Halmstads kommun och Ljungby kommun i Halland och ingår i Lagans huvudavrinningsområde. Sjön har en area på 0,542 kvadratkilometer och ligger 168,2 meter över havet. Sjön avvattnas av vattendraget Trollabäcken. Vid provfiske har abborre, gädda och mört fångats i sjön.

## Delavrinningsområde
Högsjön ingår i det delavrinningsområde (628811-134740) som SMHI kallar för Utloppet av Högsjön. Medelhöjden är 172 meter över havet och ytan är 2,12 kvadratkilometer. Det finns inga avrinningsområden uppströms utan avrinningsområdet är högsta punkten. Trollabäcken som avvattnar avrinningsområdet har biflödesordning 3, vilket innebär att vattnet flödar genom totalt 3 vattendrag innan det når havet efter 86 kilometer. Avrinningsområdet består mestadels av skog (12 procent) och sankmarker (47 procent). Avrinningsområdet har 0,54 kvadratkilometer vattenytor vilket ger det en sjöprocent på 25,5 procent.